# This Is the Life
This Is the Life – debiutancki album szkockiej wokalistki Amy Macdonald. Na Wyspach Brytyjskich premiera tego albumu odbyła się 30 lipca 2007, w Polsce płyta ukazała się 9 listopada 2007.
Album osiągnął w Polsce status złotej płyty.

## Lista utworów
1. „Mr Rock and Roll”
2. „This Is the Life”
3. „Poison Prince”
4. „Youth of Today”
5. „Run”
6. „Let's Start a Band”
7. „Barrowland Ballroom”
8. „L.A.”
9. „A Wish for Something More”
10. „Footballer's Wife”
11. „The Road to Home”

## Pozycje na listach
| Lista | Kraj   | Pozycja |
| ----- | ------ | ------- |
| OLiS  | Polska | 14      |